# 海島雪
海島 雪（うみしま ゆき、1978年3月12日 - ）は、日本の女優。
埼玉県出身。融合事務所所属。身長165cm。血液型B型。B85、W60、H80cm。趣味はバスケットボール、水泳。特技は茶道。

## 出演

### 映画
- つんくタウン9丁目企画。ナマタマゴ（2002年）
- 命（2002年）
- 花シリーズ・夢の花（2002年）

### テレビ
TBS
- 月曜ミステリー劇場 財務捜査官 雨宮瑠璃子（2004年）
- それは、突然、嵐のように… 第7話（2004年）

日本テレビ
- みのもんたの人生相談デカ 〜おもいッきりテレビ殺人事件〜（2002年)
- トクボウ 警察庁特殊防犯課（2014年5月）第7話 - 山下千鶴 役
- ビンタ!〜弁護士事務員ミノワが愛で解決します〜（2014年10月）第2話 - 裕子 役
- 未満警察 ミッドナイトランナー（2020年6月）

フジテレビ
- 天体観測 第1話（2002年）
- ホーム&アウェイ（2002年）
- ムコ殿2003 第4話（2003年）
- プレミアムステージ 犬神家の一族（2004年）
- ディビジョン1 東京ミチカ（2004年）
- ほんとにあった怖い話 幽霊物件（2004年）柳沢香世 役
- 不機嫌なジーン 第3話（2005年）
- ほんとにあった怖い話（2005年）
- Ns'あおい 第2話（2006年）
- 医龍-Team Medical Dragon-（2006年） - 看護師・米田 役
- LIAR GAME（2007年） - 高村良美 役
- コード・ブルー -ドクターヘリ緊急救命-（2008年9月） - 神田美和子 役
- 世にも奇妙な物語 2011年 秋の特別編「いじめられっこ」 - 先生 役
- カエルの王女さま（2012年5月10日）第5話

テレビ朝日
- 土曜ワイド劇場・25周年記念スペシャル リカ（2003年)
- 松本清張 黒革の手帖（2004年）
- キミ犯人じゃないよね?（2008年5月）第8話 - 女優・小野田志津代 役

テレビ東京
- ウルトラマンギンガS（2014年11月18日）第11話 - サトルの母親 役

### CM
- ソニー・コンピュータエンタテインメント　プレイステーション がんばれ森川君2号
- エステティックTBC
- 安田火災（現:損保ジャパン）
- 日本マクドナルド
- リクルート　じゃらん東海版
- カゴメ　企業
- 花王　Will
- トヨタ　デュエット
- ロート製薬　キュアラ
- クリーク　エステキューズ
- マンナンライフ　こんにゃく畑
- 日本マクドナルド　月見バーガー・カルビマック・102キャンペーン
- 日清食品　小麦麺職人
- 住友銀行　ファミリーパッケージ
- NTTドコモ　エクシーレ2
- ブラザー工業　コミッシュFAX
- 永昌源　フルーツリキュール
- KDDI（2002年）
- 日本マクドナルド　朝マック（2002年 - 2003年）
- NTTドコモ　らくらくホンIIS（2002年）
- リクルート　じゃらん（2003年 - 2004年）
- NTTドコモ　企業（2003年 - 2003年）
- ダイナム　営業支援広告（2003年 - 2005年）
- ニッポンハム（2003年）
- キヤノン　PIXUS（2003年 - 2004年）
- アコーディア・ゴルフ
- ロート製薬　ファイバーサプリ（2004年 - 2005年）
- NTTドコモ九州（2005年）
- ソニー・コンピュータエンタテインメント　PSP トークマン（2005年 - 2006年）
- 大正製薬　コーラックファイバー（2007年）
- 花王　ソフィーナ（2007年）
- NTT西日本　オフィス・光ソリューション「ネットの安全性」篇（2007年）

### 舞台
- ももレンジャース（2002年）
- ここに幸あり?（2002年）
- ひふみ（2003年）
- BROKENマクベス（2005年）